# Dobczyn (przystanek kolejowy)
Dobczyn – przystanek osobowy obsługiwany przez Koleje Mazowieckie. Położony jest przy ulicy Mazowieckiej we wsi Dobczyn w województwie mazowieckim.
Leży na linii kolejowej nr 6 (Zielonka – Kuźnica Białostocka). Zarządzany przez PKP PLK Siedlce.

## Ruch pasażerski[5]
| Rok  | Wymiana pasażerska na dobę |
| ---- | -------------------------- |
| 2017 | 700-999                    |
| 2018 | 500-699                    |
| 2019 | 1000-1500                  |
| 2020 | 700-999                    |
| 2021 | 700-999                    |
| 2022 | 1000-1500                  |
| 2023 | 1000-1500                  |

## Opis przystanku
Otwarty w 1961.

### Perony
Przystanek składa się z dwóch peronów bocznych o długości 200 metrów każdy. Perony leżą po przeciwnych stronach ulicy Mazowieckiej. Przejście w poziomie szyn.

### Budynek przystanku

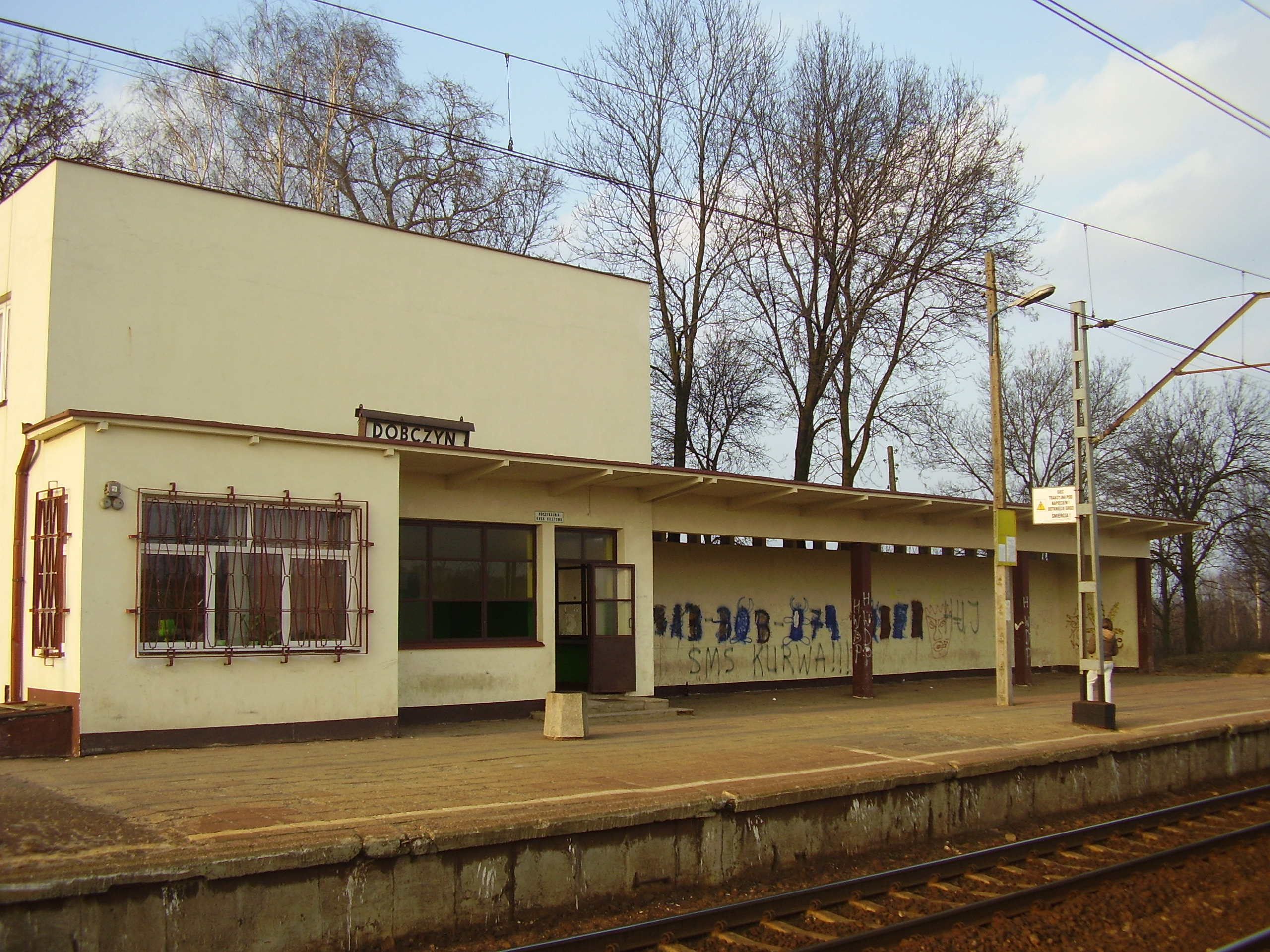
Budynek przystanku Dobczyn (2008)

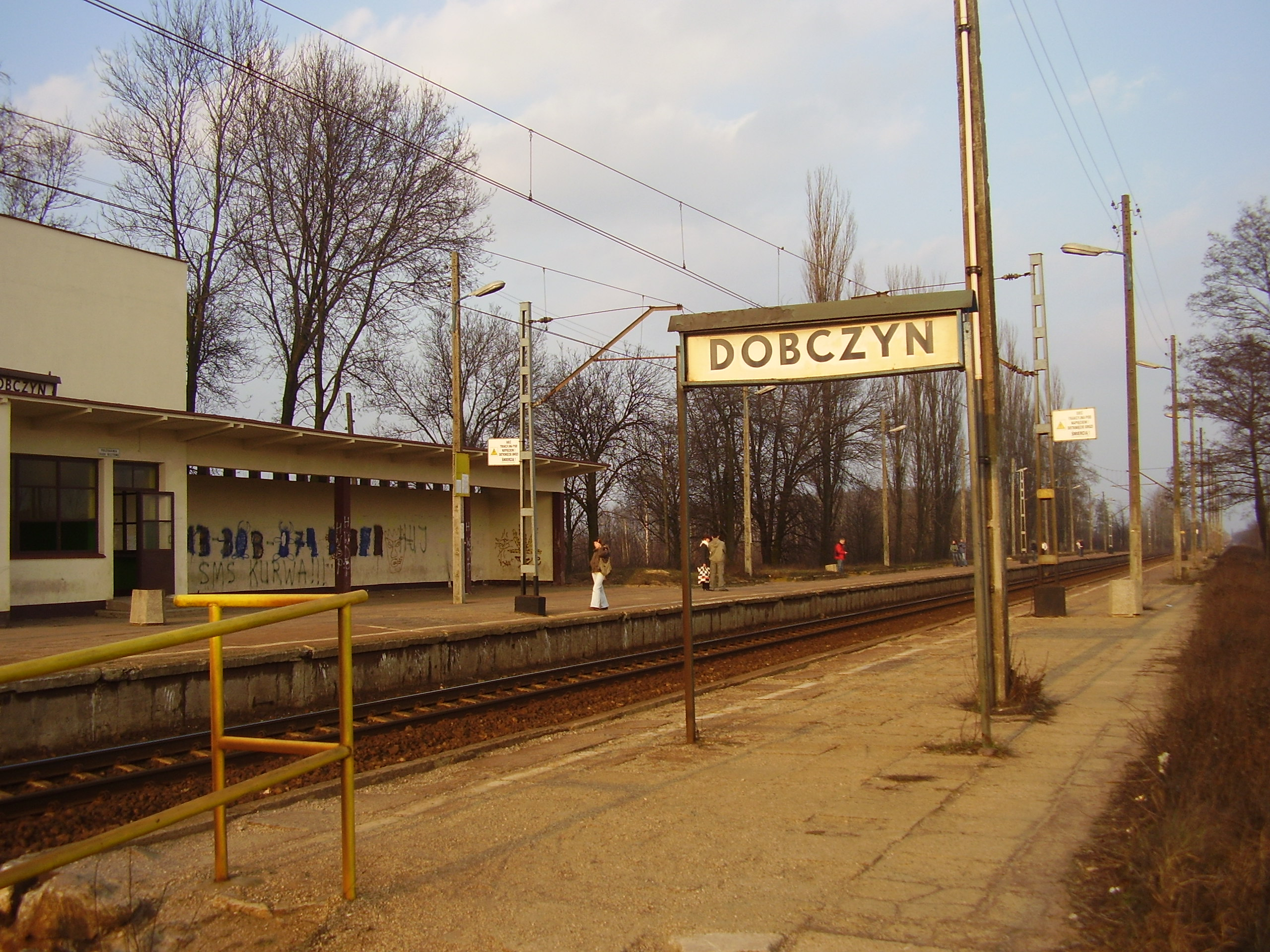
Przystanek kolejowy Dobczyn (2008).
Widok w kierunku Kuźnicy Białostockiej, dwa perony naprzeciwko siebie.

Budynek przystanku znajduje się przy peronie drugim.
W 2023 otworzono przebudowany dworzec (Innowacyjny Dworzec Systemowy typu B) z zamontowanymi zegarami, toaletą i systemem informacji pasażerskiej.  

### Przejazd kolejowo-drogowy
Na ul. Mazowieckiej znajduje się przejazd kolejowo-drogowy kategorii B obsługiwany automatycznie. Znajdują się na nim dwie półrogatki oraz dwie rogatki zamykające ruch pieszych. Dodatkowo znajduje się także sygnalizacja. 